# 오필리아 (그림)
《오필리아》(Ophelia)는 영국의 화가 존 에버렛 밀레이가 1851년~1852년에 그린 그림으로, 현재 런던 테이트 브리튼에 소장되어 있다. 이 그림은 윌리엄 셰익스피어의 희곡 《햄릿》의 등장인물인 오필리아가 강에 빠져 죽기 전에 노래를 부르는 모습을 묘사하고 있다.
이 작품은 처음 왕립예술원에 전시되었을 때만 해도 엇갈린 반응을 얻었지만, 그 이후로 아름다움과 자연 풍경의 정확한 묘사, 그리고 알렉상드르 카바넬과 존 윌리엄 워터하우스, 살바도르 달리, 피터 블레이크, 에드워드 루샤, 프리드리히 하이저 등 여러 예술가들이 이 작품의 영향을 받아 다양한 오필리아 작품을 제작하여 19세기 중반의 가장 중요한 작품 중 하나로 여겨진다.

## 테마 및 요소
이 그림은 오필리아가 익사하기 직전 강에 떠다니며 노래를 부르는 모습을 묘사하고 있다. 이 장면은 《햄릿》의 4막 7장에서 거트루드 여왕의 연설로 묘사되어 있다.

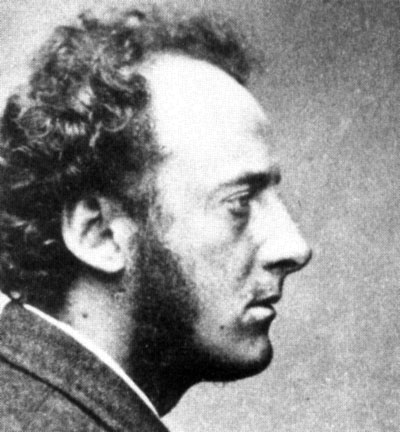
1865년 찰스 도지슨(루이스 캐럴)이 촬영한 존 에버렛 밀레이

그림으로 묘사된 이 에피소드는 셰익스피어의 원고에서 거트루드의 연설로 설명되는 에피소드이기 때문에 일반적으로 무대에서는 연출되지 않는다. 작품 속 슬픔에 잠긴 오필리아는 야생화로 화환을 만들고 있다. 그녀는 개울 위에 드리워진 버드나무에 올라 나뭇가지에 매달려 있다가 나뭇가지가 부러지게 된다. 그녀는 마치 자신에게 위험이 있다는 것을 모르는 듯이("자신의 고통을 알 수 없는 듯이") 물속에 누워 노래를 부른다. 그녀는 옷 안의 공기로 인해 부력으로 일시적으로 물에 떠 있을 수 있었다("그녀의 옷은 넓게 펼쳐졌고, / 마치 인어처럼, 그것은 잠시 그녀를 떠받쳤다.") 하지만 결국 "그녀의 옷은 물에 젖어 무거워졌고, / 아름다운 선율로 누워 있던 가엾은 여인을 끌어내려" "진흙투성이의 죽음"으로 내몰았다.
오필리아의 죽음은 문학계에서 가장 시적으로 쓰여진 죽음의 장면 중 하나로 평가 받는다.
오필리아가 두 팔을 벌리고 위쪽을 응시하는 포즈는 종교적인 성인이나 순교자의 일반적인 묘사와 비슷하지만 에로틱한 것으로 해석되기도 한다.
이 작품은 강과 강둑의 식물상을 세세히 묘사하여 성장과 부패라는 자연 생태계의 순환을 강조한 것으로 유명하다. 명목상 작품의 배경은 덴마크를 설정으로 하지만, 일반적으로 영국의 배경으로 여겨지게 되었다. 《오필리아》는 톨워스 인근 서리주의 호그스밀강 유역을 따라 그려졌으나 그림을 그린 정확한 장소는 알려지지 않았었다. 그러다 올드 몰든 인근에 거주하던 은퇴한 교사 바바라 웹(Barbara Webb)이라는 여성의 끊임없는 조사에 의해 《오필리아》가 그려진 정확한 위치가 밝혀 졌다. 그녀의 조사에 따르면 존 에버렛 밀레이가 《오필리아》를 그린 장소는 올드 몰든의 Church Road 옆 식스 에이커 목초지(Six Acre Meadow)로 밝혀졌다. 현재 그 인근에는 존 에버렛 밀레이의 이름을 딴 밀레이 로드가 위치해 있다. 밀레이의 절친한 동료인 윌리엄 홀먼 헌트는 당시 그 근처에서 그의 작품인 《고용된 목동》을 그리고 있었다.
강 위에 떠다니는 꽃은 셰익스피어가 오필리아의 화환을 묘사한 것과 일치하도록 선택되어 그려졌다. 또한, 이는 각 꽃이 상징적 의미를 지닌다는 꽃말에 대한 당시 빅토리아 시대의 관심이 반영되기도 했다. 셰익스피어가 이 장면을 묘사할 때는 언급되지 않았지만 작품 속 붉은 퍼피(양귀비)는 수면과 죽음을 상징한다.
밀레이는 이 그림의 초기 단계에서 그의 조수가 호그스밀강에서 잡아온 물밭쥐가 오필리아 옆에서 헤엄치고 있는 모습을 그렸다. 1851년 12월, 그는 미완성된 그림을 홀먼 헌트의 친척들에게 보여주었다. 그는 일기에 이렇게 기록했다. "헌트의 삼촌과 숙모가 왔는데, 둘 다 내 물밭쥐를 제외한 모든 물체를 매우 기쁘게 이해했다. 삼촌에게 이게 무엇인지 추측해 보라고 했을 때 물밭쥐를 토끼라고 확신했다. 우리의 미소를 보고 그가 실수를 저질렀다는 사실을 알게 되었을 때 토끼라고 추측했다. 그 후에 개나 고양이가 언급된 것을 희미하게 기억한다." 밀레는 마지막 그림에서 물밭쥐를 그렸지만, 액자에 숨겨져 있는 캔버스 상단 구석에는 여전히 물떼새의 대략적인 스케치가 남아 있다.

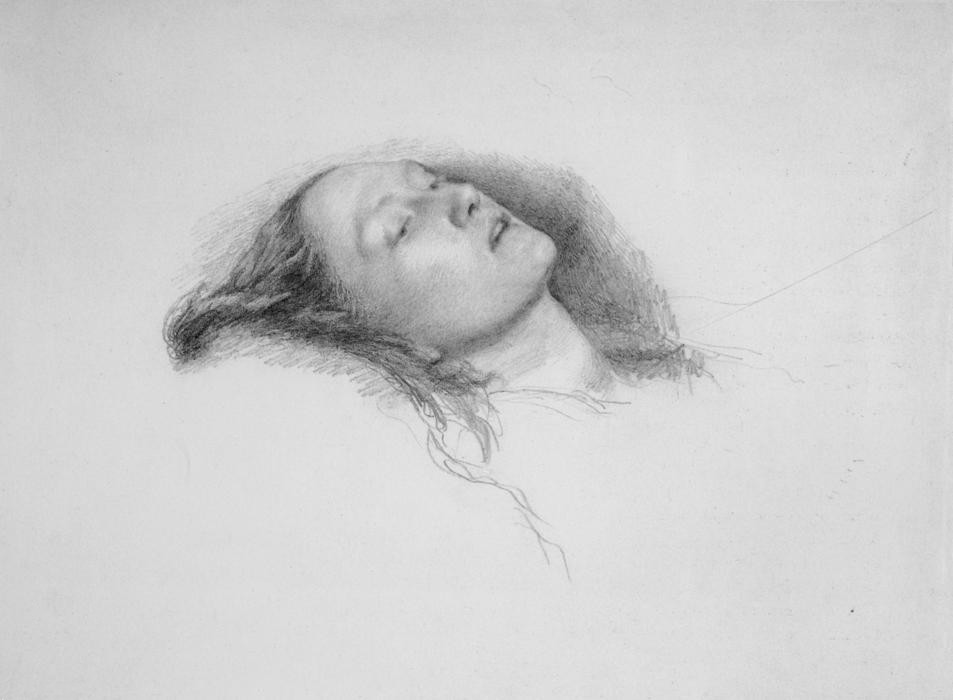
《오필리아》 습작, 1852년

밀레이는 자신이 회원으로 있던 라파엘 전파(PRB)의 신조에 따라 밝은 색상을 사용하고 디테일에 심혈을 기울였으며 자연에 충실하여 사실적으로 묘사했다. 오필리아에 대한 이 작품은 전형적인 라파엘 전파 스타일이다. 연약한 여성은 라파엘 전파 예술가들에게 인기 있는 소재인데, 이 작품은 행복을 기다리는 삶을 살았으나 죽음의 문턱에 선 여성을 묘사했다. 또한 밀레이는 라파엘 전파의 신조에 따라 작품의 풍경에 밝고 강렬한 색을 활용해 창백한 오필리아와 그녀 뒤에 있는 자연과 대비되도록 했다. 이 모든 것은 오필리아 주변의 덤불과 나무에 대한 생생한 디테일, 오필리아의 얼굴 윤곽, 그리고 세세하게 묘사된 오필리아의 드레스를 통해 분명하게 드러난다.

## 제작 과정
밀레이는 《오필리아》를 두 단계에 걸쳐 제작했다. 먼저 풍경을 그렸고, 두 번째로 인물 오필리아를 그렸다. 그림에 그릴 적합한 배경을 찾은 밀레이는 1851년 이웰의 호그스밀 강둑에 머물며 5개월 동안 주 6일 하루 최대 11시간씩 그림을 그렸다. 이웰은 라파엘 전파 화가 윌리엄 홀먼 헌트가 《세상의 빛》을 그린 곳과 가까운 곳에 있었다.
이로써 그는 눈앞에 있는 자연경관을 정확하게 묘사할 수 있었다. 밀레이는 그림을 그리는 동안 다양한 어려움을 겪었다. 그는 친구에게 보낸 편지에 "서리의 파리는 근육질이 더 발달했고, 인간의 살을 더 많이 갉아먹는 경향이 있어. 나는 들판을 불법으로 침범하고 건초를 파괴한 혐의로 판사 앞에 출두하라는 통지서를 받았어... 그리고 바람에 날려 물에 빠질 위험도 있어. 이러한 상황에서 그림을 그리는 것은 살인범이 교수형에 처해지는 것 보다 더 큰 처벌일 거야."라고 쓰기도 했다. 당시 1851년 11월의 날씨는 바람이 불고 눈이 내렸었다. 밀레이는 짚으로 덮여져 초소처럼 생긴 오두막집을 만들었다. 밀레이에 따르면, 그 오두막 안에 앉으면 마치 로빈슨 크루소가 된 기분이 들었다고 한다. 윌리엄 홀먼 헌트는 밀레이의 오두막에 많은 감명을 받아 동일한 오두막을 지었다.
작품 속 오필리아는 당시 22세였던 예술가이자 뮤즈인 엘리자베스 시달을 모델로 그려졌다. 밀레이는 런던의 가워 스트리트 7번지에 있는 자신의 스튜디오에 있는 욕조에 시달을 옷을 다 입은 채로 누워 있게 했다. 당시는 겨울이었는데 그는 물을 따뜻하게 하기 위해 욕조 아래에 석유 램프를 놓았지만 일에 너무 열중하여 램프를 껐다. 그 결과 시달은 심한 감기에 걸렸고 그녀의 아버지는 나중에 밀레이에게 치료비로 50파운드를 요구하는 편지를 보내기도 했다. 밀레이의 아들에 따르면 그는 결국 더 낮은 금액으로 합의 했다고 한다.

## 반응
《오필리아》가 1852년 런던 왕립예술원에 처음 공개 전시되었을 때, 호평을 대게 받지는 못했다. 《타임스》의 한 비평가는 "오필리아를 잡초가 우거진 도랑에 담가두고 사랑에 빠진 처녀가 빠져 죽는 모습에서 모든 비애와 아름다움을 빼앗아가는 상상력에는 이상하게도 변태적인 무언가가 있을 것이다"라고 평했으며 《타임스》의 또 다른 평문에는 "밀레이의 수영장에 있는 오필리아는... 낙농장에서 일하는 장난스러운 여자를 떠올리게 한다"라고 써있기도 했다. 밀레이의 열렬한 지지자였던 위대한 미술 평론가 존 러스킨 조차도 이 그림의 기법이 "정교하다"고 말하면서도 서리주의 풍경을 배경으로 설정했다는 결정에 대해서는 의문을 표하며 "왜 순수한 자연을 그리지 않고, 그 더러운 철조망이 있는 정원에 둘러싸인 보육원 하녀의 낙원을 그리지 않는 장난을 쳤는가?"라고 반문했다.
20세기에 살바도르 달리는 1936년 프랑스 초현실주의 지향 잡지인 《미노타우로스》에 실린 기사를 통해, 이 그림에 영감을 준 예술 운동에 관해 극찬을 아끼지 않았다. "살바도르 달리가 영국의 라파엘 전파의 노골적인 초현실주의에 매료되지 않을 수 있겠는가. 라파엘 전파 화가들은 우리에게 가장 바람직하면서도 가장 무서운 빛나는 여성들을 선사한다." 이후 달리는 1973년 《오필리아의 죽음》이라는 제목의 작품에서 밀레의 그림을 재해석했다.
일본의 소설가 나츠메 소세키는 1906년 소설 《풀베개》에서 이 그림을 "상당히 아름다운 것"이라고 불렀다. 그 이후로 이 그림은 일본에서 큰 인기를 얻었다. 이 작품은 1998년과 2008년에 도쿄에 전시되기도 했다.

## 영향
이 그림은 예술, 영화, 사진 등 다양한 분야에서 널리 언급되고 모방되었으며, 특히 로런스 올리비에의 1948년 영화 《햄릿》에서 오필리아의 죽음을 묘사하는 기반이 되었다. 미국의 싱어송라이터 톰 랩과 밴드 펄스 비포 스와인의 1971년 사이키델릭 포크 앨범 《Beautiful Lies You Could Live In》의 커버에는 이 그림이 재현되어 있다. 또한 웨스 크레이븐의 1972년 영화 《왼편 마지막 집》의 한 장면은 이 그림을 모델로 만들어졌으며 카일리 미노그와 닉 케이브의 노래 " 〈Where the Wild Roses Grow〉의 뮤직비디오에서는 카일리 미노그가 《오필리아》의 포즈를 따라한다. 이 작품은 1986년 영화 《파이어 위드 파이어》에서도 볼 수 있는데, 주인공들이 만나는 장면에서 한 여학생이 그림 속 오필리아를 따라한다. 또한 라르스 폰 트리어의 2011년 영화 《멜랑콜리아》의 도입부에서 커스틴 던스트가 연기한 저스틴이 천천히 흐르는 개울에 떠다니는 모습이 나오는데 마치 《오필리아》를 연상케 한다. 2018년 영화 《오필리아》는 오필리아역을 맡은 데이지 리들리가 그림에서와 같이 오른손에 꽃가지를 들고 호수에 누워있는 모습으로 영화가 시작된다. 그리고 이 장면은 영화 포스터로도 활용되기도 했다. 2022년에는 레드벨벳의 멤버 조이가 레드벨벳의 곡 〈Feel My Rhythm〉 뮤직비디오 초입에 《오필리아》의 모습을 재연하기도 했다.

## 행방 및 가치

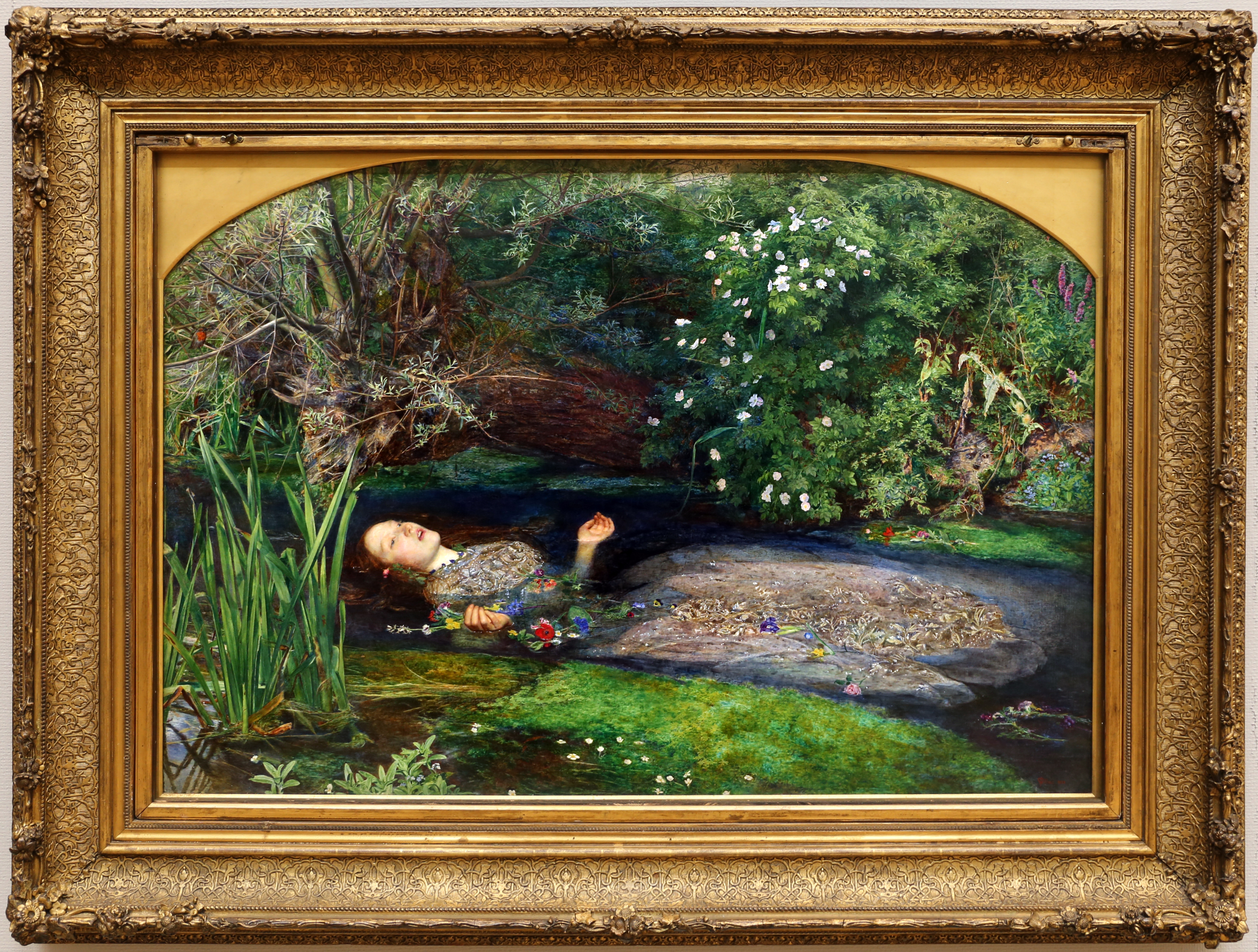
런던 테이트 브리튼에 전시된 《오필리아》

《오필리아》는 1851년 12월 10일 미술상인 헨리 패러(Henry Farrer)가 밀레이로부터 300기니(2020년 가치로 약 40,000파운드)에 구매했다. 패러는 이 그림을 라파엘 전파 미술의 열렬한 수집가인 B. G. 윈더스(B. G. Windus)에게 팔았고, 윈더스는 1862년에 이 그림을 748기니에 팔았다. 현재 이 그림은 런던의 테이트 브리튼에 소장되어 있으며 전문가들은 그 가치가 최소한 3천만 파운드에 달한다고 평가하고 있다.

## 같이 보기
- 《오필리아》, 1883년 알렉상드르 카바넬이 그린 그림
- 《오필리아》, 1894년 존 윌리엄 워터하우스가 그린 그림